# Amblyosporium coprophiloides
Amblyosporium coprophiloides är en svampart som först beskrevs av B.S. Mehrotra & M.D. Mehrotra, och fick sitt nu gällande namn av Piroz. 1969. Amblyosporium coprophiloides ingår i släktet Amblyosporium, divisionen sporsäcksvampar och riket svampar.   Inga underarter finns listade i Catalogue of Life.